# Hoteo (fleuve)
Le fleuve Hoteo  (anglais : Hoteo River) est un cours d’eau du district de Rodney, dans la région d’Auckland dans l’Île du Nord de la Nouvelle-Zélande.

## Géographie
De 37 km de longueur, le fleuve Hoteo s’écoule vers le sud-ouest à partir de sa source située près de la côte est de la péninsule de Northland et s’écoule sur quelques kilomètres avant de se déverser dans un des bras de Kaipara Harbour.

## Aménagements et écologie

### Loisirs
La partie basse de la rivière est populaire pour ses “blanchailles” et pour sa pèche ludique ; elle accueille également tous les ans la course : «Hoteo River Raft Race», un événement dit «Cadence de combat» en référence au film américain «no-holds-barred (en).»